# Plopiș (gmina)
Plopiș – gmina w Rumunii, w okręgu Sălaj. Obejmuje miejscowości Făgetu, Iaz i Plopiș. W 2011 roku liczyła 2405 mieszkańców.